# Boarmia melanosticta
Boarmia melanosticta är en fjärilsart som beskrevs av George Francis Hampson 1895. Boarmia melanosticta ingår i släktet Boarmia och familjen mätare. Inga underarter finns listade i Catalogue of Life.